# Bruno Gutzeit
Pour les articles homonymes, voir Gutzeit.
Bruno Gutzeit est un nageur français né le 2 mars 1966 à Orléans.

## Carrière
Il fait partie de la délégation française aux Jeux olympiques d'été de 1988, terminant quatrième de la finale du relais 4 × 100 mètres nage libre et dixième du relais 4 × 100 mètres quatre nages. Aux championnats d'Europe 1989, il remporte trois médailles d'argent, sur 100 mètres papillon, en relais 4 × 100 mètres quatre nages et en 4 × 100 mètres nage libre. Il est à nouveau médaillé d'argent sur 4 × 100 mètres quatre nages aux championnats d'Europe 1991. Il est membre de l'équipe de France aux Jeux olympiques d'été de 1992, se classant onzième sur 100 mètres papillon, quatrième sur 4 × 100 mètres nage libre et cinquième sur 4 × 100 mètres quatre nages.
Il a été champion de France de natation sur 200 mètres quatre nages à quatre reprises (hiver et été 1986, hiver et été 1987), sur 50 mètres papillon à douze reprises (hiver 1985, hiver 1987, hiver et été 1989, été 1990, hiver et été 1991, hiver 1992, hiver 1993, hiver et été 1994) et sur 100 mètres papillon à six reprises (été 1987, hiver et été 1989, hiver et été 1990, hiver et été 1991).

## Palmarès

### Championnats d'Europe
- Championnats d'Europe 1989 à Bonn (Allemagne de l'Ouest) :
  -  Médaille d'argent du 100 m papillon ;
  -  Médaille d'argent du relais 4 × 100 m nage libre ;
  -  Médaille d'argent du relais 4 × 100 m 4 nages.
- Championnats d'Europe 1991 à Athènes (Grèce) :
  -  Médaille d'argent du relais 4 × 100 m 4 nages.